# Llengües judeoromàniques
Les llengües judeoromàniques són les llengües derivades de les llengües romàniques, parlades per diverses comunitats jueves, que les van alterar fins al punt d'obtenir el reconeixement de llengües pròpies, les quals van passar a formar part del nombrós grup de les llengües jueves.

## Característiques
Es tracta de llengües parlades per jueus i fortament influïdes per les llengües romàniques. D'origen probablement molt antic, de ben segur que es remunten a l'edat mitjana, i en alguns casos fins i tot a l'època carolíngia.
Una peculiaritat d'aquestes llengües és el fet que, en l'escriptura, usin indistintament l'alfabet llatí o l'hebreu.

## Llengües

### Judeoaragonès
El judeoaragonès es va parlar a l'Aragó des de mitjan segle viii fins a l'expulsió dels jueus el 1492 mitjançant el decret de l'Alhambra, en què o bé es va barrejar amb els diversos dialectes jueus de la península Ibèrica, o bé va caure en desús en favor dels aleshores dialectes judeohispànics més influents parlats a la meitat sud de la Península, especialment als territoris ocupats pels actuals País Valencià, Múrcia i Andalusia.

### Judeocastellà, judeoespanyol oladino
El judeocastellà, anomenat també de moltes altres maneres, com per exemple amb el terme ladino (nom usat especialment a Israel), i amb una gran varietat dialectal, és el descendent modern del castellà parlat pels sefardites, provinents de la nombrosa i influent població jueva d'Espanya d'abans de l'expulsió decretada pels Reis Catòlics el 1490.
Actualment és la llengua judeoromànica més present, amb vora 15.000 parlants, dels quals uns 8.000 a Turquia (el 1976), concentrats a les àrees d'Istanbul i Esmirna. Però hi ha almenys uns 100.000 parlants bilingües concentrats a Israel, amb vestigis a Grècia (a Tessalònica, a Bulgària (a Sofia) i, fins i tot, al Marroc. De tota manera, es considera una llengua en perill d'extinció, tant per la situació de bilingüisme com perquè la major part dels parlants supera els 40 anys.
De totes les llengües judeoromàniques és l'única amb una significativa producció bibliogràfica i, fins i tot, compta amb la presència de programes radiofònics i de premsa periòdica, sobretot a Turquia. També hi ha una versió de la Viquipèdia en judeocastellà.
Cal no confondre aquesta llengua amb el ladí, un dels dialectes retoromànics, sense cap lligam amb el ladino o judeocastellà.

### Judeocatalà o catalànic
El judeocatalà, o catalànic, foren els dialectes catalans extints que parlaren els jueus expulsats de Catalunya, el País Valencià i les Illes Balears després de l'expulsió del 1492 i durant un temps no determinat. No eren homogenis entre ells.

### Judeofrancès o tsarfàtic
El judeofrancès, o tsarfàtic, fou la llengua jueva del nord de la França actual, els Països Baixos i l'Alemanya occidental.

### Judeoitalià o italquià
Les variants del judeoitalià (de vegades anomenat italquià, terme encunyat per Solomon Birnbaum el 1942) actualment només les parlen de manera fluida menys de 200 persones. Aquests parlants representen l'últim reducte de les anteriorment nombroses i extenses variants dels dialectes judeoitalians parlats pels diversos racons d'Itàlia, a Corfú i al llarg de la costa oriental de l'Adriàtic i el Jònic.

### Judeollatí ola‘az
També anomenat la‘az, el judeollatí era més aviat una forma de llatí vulgar que no una llengua judeoromànica, i cobria una àmplia gamma de varietats geogràfiques i de registres lingüístics del llatí específiques de les comunitats jueves de l'Imperi Romà.

### Judeoportuguès o lusitànic
El judeoportuguès, o lusitànic, és una llengua originada en la població criptojueva de Portugal. Com passa amb les altres llengües jueves, conserva un gran nombre d'arcaismes, mots que ja no es troben en la llengua portuguesa. Actualment només se'n troben vestigis en la llengua de les comunitats criptojueves del Portugal continental, sobretot al nord, al voltant de Belmonte, i a l'Algarve.

### Judeoprovençal oshuadit
El judeoprovençal, també conegut com a shuadit, és una llengua jueva extinta, influenciada per l'occità i que es va desenvolupar no només a la Provença sinó per tot Occitània en època medieval. Mostrava uns canvis fonètics ben singulars en els préstecs de l'hebreu.

## Evolució

### Història i desenvolupament
El desenvolupament exacte de les llengües judeoromàniques no és prou clar. Les dues tesis predominants diuen que totes provenen del judeollatí, però una tesi considera que el seu desenvolupament fou paral·lel i independent respecte a les llengües romàniques (tesi de Blodheim), mentre que l'altra sosté que no totes deriven del judeollatí, sinó que algunes haurien tingut un desenvolupament propi o s'haurien format com una koiné (tesi de Cassuto). Segons tots els indicis documentals, la tesi de Blodheim sembla rebutjable perquè no hi ha res que faci pensar en un desenvolupament paral·lel, sinó tot el contrari, i va prenent consistència la de Cassuto arran de l'evolució de les recerques en aquest camp.

### Situació actual
El judeollatí, el judeofrancès, el judeoprovençal i el judeoaragonès actualment són, tots plegats, llengües mortes. El judeollatí ja des de temps antic, el judeofrancès i el judeoaragonès s'extingiren a l'edat mitjana, i el judeoprovençal d'ençà de la mort del seu últim parlant el 1977.
El judeoportuguès i el judeocatalà subsisteixen sobretot en forma d'alguns vestigis en els idiomes de les comunitats criptojueves de la península Ibèrica i de les Illes Balears.
El judeoitalià, que només fa dues generacions el parlaven un mínim de 5.000 jueus italians, avui dia es redueix a poc més de 200 persones, la majoria gent gran.
El judeocastellà és la llengua més activa, parlada pels fills de les comunitats sefardites del Magrib, a l'Àfrica del nord, i de l'Orient Mitjà, especialment a Turquia i Israel, per unes 150.000 persones, la major part bilingües. Igualment es troba en perill d'extinció, ja que els parlants són gairebé tots gent d'edat avançada.
Com moltes llengües jueves, el futur de les llengües judeoromàniques és incert a causa del predomini de l'hebreu com a mitjà de comunicació entre les comunitats jueves de l'Orient Mitjà i pel prestigi creixent de l'anglès o de les llengües locals (especialment el turc).